# Gavin Frost
Gavin Frost (Aldridge, Reino Unido; 1930-11 de septiembre de 2016) fue un físico, matemático y religioso británico, fundador junto a su esposa Yvonne Frost la Iglesia y Escuela de Wicca en 1968.

## Vida
Gavin Frost nació en 1930 en Aldridge, Inglaterra. En 1936, Gavin fue inscrito en un internado. Sus vacaciones las pasaba en Gales, y fue en este lugar donde Gavin adquirió su interés por la magia y la brujería.
Gavin sobresalió en matemáticas y física y en 1949 se matriculó en el "King's College" de la Universidad de Londres para seguir sus estudios. Allí ingresó en grupo informal bajo la influencia de T.C. Lethbridge, autor de "Witches: Investigating an Ancient Religion". En 1951, luego de que las leyes contra la brujería fueran abolidas, el grupo decidió tratar de conseguir la iniciación. Buscaron la ayuda de un estudiante previo de la universidad quien había ingresado a un coven en Penzance. La iniciación se llevó a cabo en un círculo de piedras situado en Boskednan, Cornualles. 
En 1952, se graduó del "King's College" obteniendo un grado de Bachiller de Ciencias en Matemáticas, y después de completar su tesis posdoctoral con el Departamento de Energía Atómica, recibió el Doctorado en Física y Matemáticas, lo cual lo lanzó a una larga y exitosa carrera en la industria aeroespacial. Mientras hacía el doctorado en Cumbria, conoció a Dorothy Whitford y juntos se mudaron a Hatfield cerca de la ciudad de Londres. Allí Gavin tomó la posición de investigador con la Havilland Aircraft Corporation. Gavin Frost y Dorothy Whitford se casaron en enero de 1953.
Realizó investigaciones sobre los antiguos monolitos de Stonehenge y la gente que los construyó. De esta manera continuó aumentando su interés en los pueblos antiguos y los orígenes de la Vieja Religión. 
El siguiente trabajo de Gavin Frost fue con Canadair en Montreal, inicialmente trabajó en un programa de misiles canadienses pero ingresó en el grupo de Entrenamiento y Simulación, lo que le permitió viajar alrededor del mundo. En uno de sus viajes tuvo la oportunidad de pasar cuatro días en una remota villa de Chile explorando las creencias religiosas y experimentando los poderes de sanación practicados por los chamanes. 
Se mudó a California, Estados Unidos. Allí trabajó en un proyecto de ingeniería militar con un sistema de radares. Esta posición también le permitió viajar. En un viaje a Milán, Italia, hizo algunas investigaciones sobre la verdad y la ficción que rodea al libro de Charles G. Leland; "Aradia: El Evangelio de las Brujas".
Para poder pasar más tiempo junto a su familia, que ya incluía a su esposa, un hijo y una hija, aceptó un puesto como representante de una compañía en Europa. En 1966 se mudó junto a su familia a Múnich, Alemania. Quedó fascinado con la brujería alemana y se unió a un grupo de magos alemanes que operaba al sur de Múnich. 
En 1968 regresó a California, su matrimonio con Dorothy estaba cada vez más deteriorado. Mientras estuvo en Alemania, Gavin había comenzado a escribir un libro titulado: "Pagans of Stonehenge" (Paganos de Stonehenge) y cuando regresó a California preguntó a una de las secretarias de la compañía llamada Yvonne Wilson para mecanografiarlo y editarlo. Amkbos tenían intereses religiosos y espirituales similares, se hicieron amantes y juntos estudiaron desarrollo psíquico con un maestro espiritista. Yvonne fue iniciada en una tradición céltica. En 1969, Gavin se divorció, y él e Yvonne se mudaron a San Luis, Misuri.
Gavyn e Yvonne tuvieron una niña llamada Bronwin. En 1970, Gavin e Yvonne se casaron. Ambos fueron coautores de "The Witche's Bible" pero no encontraron una editorial para el libro. Desanimada, mientras Gavin estaba fuera, Yvonne pasó su tiempo reorganizando el libro en una serie de lecturas, las cuales usaron para un curso por correspondencia. De esta manera, ambos fundan la Escuela de Wicca. Promocionaron la escuela en revistas a través de Estados Unidos.
Durante los siguientes dos años, la pareja pasó su tiempo buscando reconocimiento legal para su Escuela como una iglesia y una organización sin fines de lucro. Para satisfacer los requerimientos burocráticos tuvieron que definir la filosofía de su iglesia en armonía con las filosofías de otras religiones. Hicieron esto simbolizando las cinco puntas de un pentáculo:
- La Rede Wicca - Haz lo que quieras mientras a nadie dañes.
- Poder a través del Conocimiento
- La Ley del Tres
- Armonía con el Universo
- Reencarnación
- El Círculo representando Espíritu y Deidad

De esta forma nació la Iglesia de la Wicca el 31 de agosto de 1972, siendo la primera iglesia wiccana reconocida en Estados Unidos.
En 1975 se mudaron a New Bern en el estado de Carolina del Norte, donde vivieron por veinte años. Tanto Gavin como Yvonne Frost fueron miembros activos de la Comisión de Capellanes de la Prisión de Carolina del Norte, y entre los dos escribieron el libro: "State of Oregon Prisoner's Handbook of Wicca" (Manual de Wicca de los Prisioneros del Estado de Oregon). 
Gavin Frost fue el arzobispo de la Iglesia de la Wicca. La Escuela de Wicca incluye cursos sobre: astrología, brujería céltica, desarrollo psíquico, yoga tántrica, sanación y hierbas, entre otros. Gavin Frost ha aparecido junto a su esposa en la televisión nacional estadounidense, en programas como: "Phil Donahue Show", "PM Magazine", "Tomorrow Show", así como en cientos de programas locales de radio y televisión, periódicos, y artículos de revista a través de Estados Unidos. A través de su Escuela, publicaron "Survival", el cual es editado en la actualidad por su hija Bronwin.

## Obras
- Frost, Gavin e Yvonne Frost (2004). The Solitary Wiccan - Weiser Books ISBN 1-57863-313-3, ISBN 978-1-57863-313-5.
- Frost, Yvonne e Gaving Frost (1985). Astral Travel: Your Guide to the Secrets of Out-of-Body Experiences - Weiser Books; New Ed edition ISBN 0-87728-336-2, ISBN 978-0-87728-336-2.
- Frost, Gavin e Yvonne Frost (2003). A Witch's Guide to Psychic Healing: Applying Traditional Therapies, Rituals, and Systems - Red Wheel/Weiser ISBN 1-57863-295-1, ISBN 978-1-57863-295-4.
- Frost, Gavin e Yvonne Frost (1991). The Prophet's Bible - Red Wheel Weiser ISBN 0-87728-677-9, ISBN 978-0-87728-677-6.
- Frost, Gavin e Yvonne Frost (1999). Magic Power of White Witchcraft Revised - Prentice Hall Press; Revised edition ISBN 0-7352-0093-9, ISBN 978-0-7352-0093-7.
- Frost, Gavin e Yvonne Frost (1989). Tantric Yoga: The Royal Path to Raising Kundalini Power - Weiser Books ISBN 0-87728-692-2, ISBN 978-0-87728-692-9.
- Frost, Gavin e Yvonne Frost (2000). The Witch's Magical Handbook - Prentice Hall Press ISBN 0-7352-0200-1, ISBN 978-0-7352-0200-9.
- Frost, Gavin e Yvonne Frost (1999). Good Witch's Bible - Godolphin House; Reprint edition ISBN 0-9630657-6-9, ISBN 978-0-9630657-6-6.
- Frost, Gavin e Yvonne Frost (1977). The Magic Power of Witchcraft - Prentice Hall Press ISBN 0-13-545368-2, ISBN 978-0-13-545368-1ISBN
- Frost, Gavin e Yvonne Frost (1978). Meta-Psychometry: Key to Power & Abundance - Parker Pub Co ISBN 0-13-578583-9, ISBN 978-0-13-578583-6
- Frost, Gavin e Yvonne Frost (1979). A Witch's Grimoire of Ancient Omens. Portents, Talismans, Amulets, & Charms - Parker Pub Co ISBN 0-13-961557-1, ISBN 978-0-13-961557-3
- Frost, Gavin e Yvonne Frost (2006). Good Witches Fly Smoothly: Surviving Witchcraft - Outskirts Press ISBN 1-59800-774-2, ISBN 978-1-59800-774-9
- Frost, Gavin e Yvonne Frost (1980). Power Secrets from a Sorcerer's Private Magnum Arcanum - Parker Pub ISBN 0-13-687251-4, ISBN 978-0-13-687251-1
- Frost, Gavin e Yvonne Frost (2002). The Witch's Book of Magical Ritual - Reward Books ISBN 0-7352-0315-6
- Frost, Gavin and Yvonne Frost, Ibn Saud (1980). Helping Yourself with Astromancy - Parker Pub Co ISBN 0-13-386243-7
- Frost, Gavin (Editor)(1992). Witch Words - Godolphin House ISBN 0-9630657-5-0, ISBN 978-0-9630657-5-9
- Frost, Gavin (1992). Who Speaks for the Witch - Godolphin House ISBN 0-9630657-3-4, ISBN 978-0-9630657-3-5
- Frost, S. Gavin (1988). The Mariner's Manual - Cornell Maritime Press ISBN 0-87033-359-3
- Frost, S. Gavin (1990). The Captain's License Book - Cornell Maritime Pr/Tidewater Pub ISBN 0-87033-398-4, ISBN 978-0-87033-398-9